# Делван Грем
Делван Грем (англ. Delwan Graham; нар. 27 жовтня 1988, Атланта) — американський баскетболіст. Центровий «Харківських Соколів».

## Клубна кар'єра
25 грудня 2019 року повернувся до Суперліги, уклавши угоду із баскетбольним клубом «Харківські Соколи.